# Calymmodon subalpinus
Calymmodon subalpinus är en stensöteväxtart som beskrevs av Barbara S. Parris. Calymmodon subalpinus ingår i släktet Calymmodon och familjen Polypodiaceae. Inga underarter finns listade.